# Themara ostensackeni
Themara ostensackeni är en tvåvingeart som beskrevs av Hardy 1974. Themara ostensackeni ingår i släktet Themara och familjen borrflugor. Inga underarter finns listade i Catalogue of Life.